# Stade Pater
Stade Pater is een stadion in Papeete, Tahiti, in Frans-Polynesië.  Het kan voor meerdere sporten worden gebruikt, maar momenteel worden er vooral voetbalwedstrijden gehouden. Er kunnen zo'n 15.000 toeschouwers in. 
Alle wedstrijden voor de Oceania Nations Cup 2000 werden in dit stadion gehouden. Ook een deel van de wedstrijden van Oceanisch kampioenschap voetbal onder 17 in 2017 werd hier gespeeld.